# 圆苞杜根藤
圆苞杜根藤（学名：Calophanoides chinensis）为爵床科杜根藤属的植物，是中国的特有植物。分布在中国大陆的湖北、四川、海南、浙江、香港、广东、广西、江西、安徽、云南、福建、湖南等地，生长于海拔700米至1,150米的地区，多生于山坡丛林下，目前尚未由人工引种栽培。

## 别名
杜根藤（中国高等植物图鉴）